# Mętno Małe
Mętno Małe – osada wsi Mętno w Polsce, położona w województwie zachodniopomorskim, w powiecie gryfińskim, w gminie Chojna.
W latach 1975–1998 osada należała administracyjnie do województwa szczecińskiego.

## Zabytki
- park pałacowy, pocz. XIX, nr rej.: A-1113 z 2.12.1980

inne
We wsi opuszczona XIV-wieczna kaplica z późnogotyckimi malowidłami. Nad jeziorem średniowieczne grodzisko nadgraniczne.